# Насыров, Фатхулла Расулович
Фатхулла Расулович Насыров (узб. Fathulla Rasulovich Nosirov; 1911, Ташкент, Ташкентский уезд, Сырдарьинская область, Туркестанский край, Российская империя — 17 декабря 1956, Ташкент, Узбекская ССР, СССР) — советский узбекский хозяйственный, государственный и партийный деятель.

## Биография
Родился в 1911 году в Ташкенте. Член КПСС.
С 1929 года — на хозяйственной, общественной и политической работе. В 1929—1956 гг. — инженер, работник Наркомата коммунального хозяйства Узбекской ССР, в инженерных войсках РККА, заведующий отделом Ташкентского обкома КП(б) Узбекистана, секретарь Фрунзенского райкома, первый секретарь Октябрьского райкома КП(б) Узбекистана, секретарь парткома Фархадгэсстроя, второй секретарь Бухарского обкома КП(б) Узбекистана, первый секретарь Хорезмского обкома КП(б) Узбекистана, заместитель Председателя Совета Министров Узбекской ССР, министр лёгкой и текстильной промышленности Узбекской ССР, министр хлопководства Узбекской ССР, заместитель Председателя Совета Министров Узбекской ССР.
Избирался депутатом Верховного Совета Узбекской ССР 2-го, 3-го и 4-го созывов.
Умер в Ташкенте в 1956 году.